# Phyllachora scleriicola
Phyllachora scleriicola är en svampart som beskrevs av Miles 1926. Phyllachora scleriicola ingår i släktet Phyllachora och familjen Phyllachoraceae.   Inga underarter finns listade i Catalogue of Life.